# Acalypha hispida
Acalypha hispida Burm. f., 1768 è una pianta della famiglia Euphorbiaceae.

## Descrizione
LSi presenta come un arbusto di piccola taglia. Le foglie sono ovaliformi, mentre i fiori – che appaiono in estate – sono di color rosso-porpora, allungati e filiformi.
La pianta, di per sé, è molto resistente alle malattie, con però una certa vulnerabilità agli afidi, che possono colonizzarla e portarla alla morte.